# 스에추오역
스에추오역(일본어: 須恵中央駅)은 일본 후쿠오카현 가스야군 스에정에 위치한 규슈 여객철도 가시 선의 철도역이다. 단선 승강장 1면 1선의 구조를 갖춘 지상역이다.

## 역 주변
- 스에 정청
- 스에 정립 도서관

## 역사
- 1989년 3월 11일 : 개업.
- 2009년 3월 1일 : IC카드 SUGOCA의 이용을 개시.
- 2015년 3월 14일 : ANSWER 시스템의 도입을 수반해, 무인화.

## 인접 역
| 가시 선              | 가시 선   | 가시 선          |
| -------------------- | --------- | ---------------- |
| 스에 사이토자키 방면 | ■ 가시 선 | 신바루 우미 방면 |